# Ladies of the Road
Ladies of the Road je koncertní album britské rockové skupiny King Crimson. Bylo vydáno v listopadu 2002 (viz 2002 v hudbě).
První disk alba Ladies of the Road je kompilací živých záznamů z koncertů, které King Crimson odehráli během roku 1971, a nahrávky pro rádio z jara roku 1972. Všechny tyto písně pochází z předtím vydaných limitovaných alb, které vyšly v rámci sběratelské edice King Crimson Collector's Club. Na druhém disku dvojCD se nachází netradiční verze skladby „21st Century Schizoid Man“, kterou tvoří sestříhaná sóla z různých koncertů té doby, takže celá píseň má délku téměř 54 minut.

## Seznam skladeb
| Disk 1 | Disk 1                        | Disk 1                                 | Disk 1                                  | Disk 1 |
| Pořadí | Název                         | Autor                                  | Původní album                           | Délka  |
| ------ | ----------------------------- | -------------------------------------- | --------------------------------------- | ------ |
| 1.     | Pictures of a City            | Fripp, Sinfield                        | In the Wake of Poseidon (1970)          | 8:46   |
| 2.     | The Letters                   | Fripp, Sinfield                        | Islands (1971)                          | 4:42   |
| 3.     | Formentera Lady               | Fripp, Sinfield                        | Islands (1971)                          | 6:41   |
| 4.     | Sailor's Tale                 | Fripp                                  | Islands (1971)                          | 5:43   |
| 5.     | Cirkus                        | Fripp, Sinfield                        | Lizard (1970)                           | 7:58   |
| 6.     | Groon                         | Fripp                                  | B strana singlu „Cat Food“ (1970)       | 6:52   |
| 7.     | Get Thy Bearings              | Donovan                                |                                         | 8:33   |
| 8.     | 21st Century Schizoid Man     | Fripp, McDonald, Lake, Giles, Sinfield | In the Court of the Crimson King (1969) | 8:54   |
| 9.     | The Court of the Crimson King | McDonald, Sinfield                     | In the Court of the Crimson King (1969) | 0:48   |

| Disk 2         | Disk 2                    | Disk 2                                 | Disk 2                                  | Disk 2 |
| Pořadí         | Název                     | Autor                                  | Nahráno                                 | Délka  |
| -------------- | ------------------------- | -------------------------------------- | --------------------------------------- | ------ |
| 1.             | 21st Century Schizoid Man | Fripp, McDonald, Lake, Giles, Sinfield | In the Court of the Crimson King (1969) | 1:44   |
| 2.             | Schizoid Men (Edit 1)     | Burrell, Collins, Fripp, Wallace       |                                         | 4:46   |
| 3.             | Schizoid Men (Edit 2)     | Burrell, Collins, Fripp, Wallace       |                                         | 3:12   |
| 4.             | Schizoid Men (Edit 3)     | Burrell, Collins, Fripp, Wallace       |                                         | 5:15   |
| 5.             | Schizoid Men (Edit 4)     | Burrell, Collins, Fripp, Wallace       |                                         | 6:22   |
| 6.             | Schizoid Men (Edit 5)     | Burrell, Collins, Fripp, Wallace       |                                         | 3:56   |
| 7.             | Schizoid Men (Edit 6)     | Burrell, Collins, Fripp, Wallace       |                                         | 5:13   |
| 8.             | Schizoid Men (Edit 7)     | Burrell, Collins, Fripp, Wallace       |                                         | 3:18   |
| 9.             | Schizoid Men (Edit 8)     | Burrell, Collins, Fripp, Wallace       |                                         | 5:01   |
| 10.            | Schizoid Men (Edit 9)     | Burrell, Collins, Fripp, Wallace       |                                         | 3:23   |
| 11.            | Schizoid Men (Edit 10)    | Burrell, Collins, Fripp, Wallace       |                                         | 11:42  |
| Celková délka: | Celková délka:            | Celková délka:                         | Celková délka:                          | 112:54 |

## Obsazení
- King Crimson
  - Robert Fripp – kytara, mellotron
  - Boz Burrell – zpěv, baskytara
  - Mel Collins – saxofon, flétna, mellotron
  - Peter Sinfield – syntezátor
  - Ian Wallace – bicí